# Dawlish Warren (stacja kolejowa)
Dawlish Warren – stacja kolejowa w Dawlish Warren, w hrabstwie Devon na linii kolejowej Exeter - Plymouth o znaczeniu lokalnym. Stacja bez trakcji elektrycznej. Stacja położona jest w estuarium rzeki Exe, niedaleko linii brzegowej kanału La Manche. Jest położona niedaleko szlaku South West Coast Path i rezerwatu przyrody Dawlish Warren National Nature Reserve. Punkt początkowy wycieczek pieszych do Dawlish i Teignmouth brzegiem morza.

## Ruch pasażerski
Stacja w Dawlish Warren obsługuje ok. 233 636 pasażerów rocznie (dane za rok 2021/2022). Posiada bezpośrednie połączenia z następującymi większymi miejscowościami: Bristol, Penzance, Plymouth, Torquay. 

## Obsługa pasażerów
Automaty biletowe, kasy, przystanek autobusowy, postój taksówek. Pociągi odjeżdżają ze stacji co godzinę.